# Jamyang Kyi
Jamyang Kyi (tyb. འཇམ་དབྱངས་སྐྱིད།, Wylie: jam dbyangs skyid; ur. w 1965 roku na terenie Amdo) – tybetańska pisarka, producentka telewizyjna, piosenkarka i autorka tekstów, aktywistka na rzecz praw kobiet. 
Przez 20 lat związana była z tybetańskojęzyczną sekcją państwowej telewizji Qinghai TV. Uznawana za jedną z najpopularniejszych tybetańskich artystek estradowych, w swojej twórczości łączy elementy popu z tradycyjną muzyką ludową z różnych części Tybetu. Wydała album Prayer oraz dwie płyty wideo Distant Lover i Karma.
1 kwietnia 2008 r., w związku z wystąpieniami ludności Tybetu jak i solidarnościowymi wystąpieniami na świecie oraz zaostrzeniem represji w kraju została formalnie aresztowana przez agentów chińskiej służby bezpieczeństwa ubranych po cywilnemu. Według anonimowego informatora zarekwirowano między innymi komputer piosenkarki. Do zdarzenia doszło w Xining, a poinformowało o nim Radio Wolna Azja.      